# 요시카와 홍문관
요시카와 홍문관(吉川弘文館)은 1857년, 요시카와 한시치(吉川半七)에 의해 설립된 일본사 관련 책을 주로 출판하는 출판사이다. 1949년 주식회사로 되었다.
설립 연대가 에도 막부 말기로 올라가는 일본의 노포이기도 하다.

## 개요
메이지 시대(明治時代)에는 《고사유원》(古事類苑) 《고실총서》(故実叢書), 《모토오리 노리나가 전집》(本居宣長全集), 《화한삼재도회》(和漢三才図会), 《가모 마부치 전집》(賀茂真淵全集), 《대일본사》(大日本史), 《국사대사전》(国史大辞典, 메이지판) 등을 출판하였으며, 다이쇼 시대(大正時代)에는 《미토 번 사료》(水戸藩史料), 쇼와 시대 태평양 전쟁 전에는 《일본수필대성》(日本随筆大成), 《신정증보 국사대계》(新訂増補 国史大系) 등 다수의 일본사 사료집 ・ 사전류를 간행하고 일본 사학의 발전에 크게 기여하였다.
태평양 전쟁 패전 뒤에는 일본의 고대사부터 근현대사까지 다수의 연구서에 더해 문화사・미술사・고고학・민속학・종교사・일본어・일본 문학 등 분야의 서적을 출판하고, 일본의 대부분의 사학자들이 이곳을 통해 자신의 저서・편저를 간행하였다.
일반 독자들을 대상으로 하는 교과서로 역사적 인물의 전기(伝記)인 《인물총서》(人物叢書), 일본사 연구의 성과를 알기 쉽게 정리한 《일본 역사 총서》(日本歴史叢書), 인류 탄생부터 현대에 이르는 인류의 역사와 문화를 다룬 일대 시리즈물 《역사 문화 라이브러리》(歴史文化ライブラリー), 일본사 통사(通史)인 《일본의 시대사》(日本の時代史)나 교과서의 명저 재간판 《역사 문화 셀렉션》(歴史文化セレクション) 등이 있다. 한편 세계사 ・ 미술 관련 서적도 소수나마 간행되었는데, 수십 책 출판되었다.
현대 일본의 연구 조류 가운데는 지역 연구가 있는데, 《도호쿠의 고대사》(東北の古代史), 《도호쿠의 중세사》(東北の中世史), 《동란의 도고쿠사》(動乱の東国史)를 비롯한 정통 일본사 통사나, 《간토의 명성을 걷다》(関東の名城を歩く), 《도호쿠의 명성을 걷다》(東北の名城を歩く)와 같은 역사 산책, 나아가서는 《〈오키나와 기지 문제〉를 아는 사전》(〈沖縄基地問題〉を知る事典), 《오키나와 전투를 아는 사전》(沖縄戦を知る事典) 등 일본의 현대사를 다룬 것도 주목되고 있다.
또한 일본사를 알기 위한 개괄적이고 기초적인 정보를 담은 《국사대사전》, 《일본민속대사전》(日本民俗大辞典), 《일본사총합연표》(日本史総合年表) 등 사전・연표나 사료 모음집인 《메이지 천황기》(明治天皇紀), 《황실 제도 사료》(皇室制度史料), 《헤이조쿄 목간》(平城京木簡), 《아스카 후지와라쿄 목간》(飛鳥藤原京木簡) 등이 있다. 또한 일본의 사학에 많은 업적을 남긴, 구메 구니타케(久米邦武), 사카모토 타로(坂本太郎), 세키 아키라(関晃), 오쿠보 도시아키(大久保利謙), 니시야마 마쓰노스케(西山松之助), 사쿠라이 도쿠타로(桜井徳太郎), 나카하라 교지(永原慶二), 나오키 고지로(直木孝次郎), 宮田登 등의 《저작집》을 간행하였다. 한편 사무국을 사내에 둔 일본 역사학회가 편집하는 월간 학술지 《일본역사》(日本歴史)와 격월간 PR지 《본향》(本郷)을 간행하고 있다.
2010년 7월 1일부터 디지털판 《국사대사전》이, 인터넷판 백과사전 《쟈판 나렛지》(ジャパンナレッジ)의 콘텐츠로써 공개되었다.

## 역사
창업자인 요시카와 한시치(吉川半七)는 덴포(天保) 10년(1839년) 오미 국(近江国, 시가 현)에서 태어났으며, 에도(江戸)의 니혼바시(日本橋) 가키가라 정(蛎殻町)의 책방 주인 와카바야시야 기치베에(若林屋喜兵衛) 밑에서 일했다. 안세이(安政) 4년(1857년) 19세로 독립하여 자영을 허락받고 책 중개를 시작했다. 분큐(文久) 3년(1863년)에는 큰누나의 시댁이 있는 기쿠 정(麹町)에서 책 대여점 오미야(近江屋)를 이어받았고, 오미야 요시카와 한시치(近江屋吉川半七)라는 이름을 사용하였다. 겐지(元治) 원년(1864년) 에도・교사카(京坂)를 오가며 서적을 교역하였다.
1870년(메이지 3년) 도쿄 부(東京府) 교바시(京橋) 남쪽 덴마 정(伝馬町, 주오 구 교바시 1초메) 길가에 새로 점포를 열었다. 요시카와 서방(吉川書房)이라는 이 서점에서 다룬 서적은 새로운 시대에 대한 요망에 호응하여 일본과 중국의 서적 외에도 후쿠자와 유키치・나카무라 마사나오(中村正直) 등 서양 문화 서적의 번역류도 다수 다루었고, 특히 가미가나판(上方版)의 상비 판매는 다른 점포가 따라잡을 수 없는 것이었다.
1872년(메이지 5년)에는 요시카와 서방 건물 윗층에서 「책 대여점」의 대혁신을 시도하여 유료(한 시간에 반 전) 책 전람소를 설치, 널리 내외 서적들을 모아 공개하고 「내독화관소」(来読貸観所)라 칭하였다. 메이지 시대의 학자 오쓰키 죠덴(大槻如電)은 「일본에 있는 도서관의 발원지다」(日本における図書館の濫觴なり)라고 칭찬하였다(책 대여점은 1876년 11월의 화재로 폐쇄되었다). 1877년(메이지 10년) 무렵부터 출판업도 겸업하였고 처음으로 「문옥포」(文玉圃), 「오미야」(近江屋) 등의 이름도 썼는데, 대부분은 「요시카와 한키치」라는 개인의 이름을 붙인 발행소가 되었다. 1879년(메이지 12년)에는 일본 내각 서기관(内閣書記官)이었던 서예가 오카 산쿄(岡三橋）의 추천으로 일본 궁내성(宮内省) 어용 서점이 되었고, 《만요슈 고의》(萬葉集古義), 《유학강요》(幼学綱要), 《부녀감》(婦女鑑) 등 다수의 궁내성 소장판 출판 사업을 인수, 1887년(메이지 20년)경부터는 시대의 추세에 비추어 출판업으로 완전히 전업, 주로 학술서 간행에 종사하였다.
1900년(메이지 33년) 「홍문관」(弘文館)이라는 상호를 세워 대부분의 총서 간행이나 예약 출판을 행하였다. 1902년(메이지 35년) 요시카와 한키치는 63세로 사망했고, 2대 요시카와 한시치가 1904년(메이지 37년) 자본금 10만 엔으로 합자회사 요시카와 홍문관(合資会社吉川弘文館)을 설립하였다. 1905년(메이지 38년) 일본의 국서간행회(国書刊行会)의 편집소(編輯所)를 요시카와 홍문관 창고 2층에 두고, 이 해부터 간행된 간행회본(刊行会本, 국서간행회총서国書刊行会叢書)의 인쇄 ・ 배본 사업을 인수하여 1922년(다이쇼 11년)까지 전8기(期), 57부(部), 260책(冊)을 간행하였다.
1923년(다이쇼 12년) 간토 대지진으로 점포 건물과 소장 자료가 모조리 소실되었다. 1929년(쇼와 4년) 《신정증보국사대계》(新訂増補国史大系)의 간행을 시작하였다. 1943년(쇼와 18년) 태평양 전쟁 체제 아래서의 「출판사업령」(出版事業令)으로 기업 합동을 행해 일시 사업이 휴지에 들어갔고, 이 해까지 국사대계 총 58책을 간행하였다.
패전 뒤인 1949년 5월 7일에 요시카와 게이조(吉川圭三) 외 3인이 출자하여 신생 「주식회사 요시카와 홍문관」(株式会社吉川弘文館)으로써 재발족하였고, 현대에 이른다.
한편 고구려 광개토대왕릉비가 일본 참모본부에 의해 그 탁본이 제작되는 과정에서 참모본부가 일부러 비문에 석회를 발라 날조된 내용을 삽입, 비문을 변조했다고 주장해 화제를 모았던 자이니치 사학자 이진희의 저서 《광개토대왕비의 연구》가 1972년 요시카와 홍문관에서 출판되었다. 또한 한국의 서울대학교 미술사 안휘준 교수가 지은 《한국회화사》가 요시카와 홍문관에서 일본어 번역본이 발행되었는데, 이 책은 1987년 일본 번역가협회 선정 '87번역문학상 수상 저서'로 선정되었다.